# Gmina Norsjö
Gmina Norsjö (szw. Norsjö kommun) – gmina w Szwecji, w regionie Västerbotten, z siedzibą w Norsjö.
Pod względem zaludnienia Norsjö jest 281. gminą w Szwecji. Zamieszkuje ją 4483 osób, z czego 49,45% to kobiety (2217) i 50,55% to mężczyźni (2266). W gminie zameldowanych jest 35 cudzoziemców. Na każdy kilometr kwadratowy przypada 2,56 mieszkańca. Pod względem wielkości gmina zajmuje 50. miejsce.